# Bianca D’Agostino
Bianca D’Agostino (* 11. Januar 1989 in Longmeadow, Massachusetts) ist eine ehemalige US-amerikanische Fußballspielerin, die zuletzt in der Saison 2014 bei den Boston Breakers in der National Women’s Soccer League unter Vertrag stand.

## Karriere
D’Agostino wurde zur Saison 2011 der WPS von der Franchise der Philadelphia Independence gedraftet, jedoch noch vor Saisonbeginn zum Ligakonkurrenten Atlanta Beat transferiert. Nach der Auflösung der WPS vor der Saison 2012 schloss sie sich dem WPSL-Elite-Teilnehmer Boston Breakers an.
Anfang 2013 wurde D’Agostino beim sogenannten Supplemental Draft in der dritten Runde an Position 19 von der neugegründeten NWSL-Franchise Bostons verpflichtet. Im April 2013 erlitt sie wenige Tage vor Saisonbeginn einen Teilriss des vorderen Kreuzbandes und fiel für die komplette Saison aus. Ihr Debüt für die Breakers gab D’Agostino daher erst am 13. April 2014, dem ersten Spieltag der Saison 2014. Am 16. September 2014 gab sie ihren Rücktritt vom Profifußball bekannt.